# Protaetia keithi
Protaetia keithi är en skalbaggsart som beskrevs av Olivier Montreuil och Legrand 2008. Protaetia keithi ingår i släktet Protaetia och familjen Cetoniidae. Inga underarter finns listade i Catalogue of Life.